# 豊富町
豊富町（とよとみちょう）は、北海道宗谷総合振興局管内の日本海側に位置する町。1940年（昭和15年）9月1日に幌延村より分村して成立した。利尻礼文サロベツ国立公園の一部であるサロベツ原野が広がり、日本最北の温泉郷「豊富温泉」が有名である。

## 地勢
海岸側のサロベツ川流域にサロベツ原野（湿原）が広がる。南北に伸びる国道40号の東部はなだらかな丘陵・山岳地帯で牧草地および森林が広がり、南東の山間部には豊富温泉がある。
- 山: エタンパック山、幌尻山
- 河川: サロベツ川、下エベコロベツ川
- 湖沼: 兜沼、ペンケ沼、長沼湖沼群
- 峠: 登竜峠

### 気候
豊富町の気候は、夏は涼しく、冬は北西の風が強く乾燥寒冷で、11月中旬から4月中旬に雪が降る。
豊富のアメダスは1976年5月に統計を開始した。最高気温の極値は33.1℃（2000年8月1日）、最低気温の極値は-28.8℃（2014年2月8日）。平年値で冬日の年間日数は157.1日、真冬日76.7日。夏日21.2日、真夏日0.6日。猛暑日や熱帯夜を観測したことはない。
降水量は7月から11月にかけて多く、10月から2月にかけて雪または雨の降る日が多い。平年値で年間降雪量703cm、年間の最深積雪は91cm（1982年10月統計開始）。最深積雪の極値は143cm（1985年2月23日）。日照時間は11月から1月にかけて少なくなっている（1989年10月統計開始）。最大風速の極値は21.0m/s（風向：西南西、2015年10月2日）、最大瞬間風速の極値は31.6m/s（風向：南南西、2015年10月2日、2008年3月統計開始）
| 豊富（1991年 - 2020年）の気候      | 豊富（1991年 - 2020年）の気候 | 豊富（1991年 - 2020年）の気候 | 豊富（1991年 - 2020年）の気候 | 豊富（1991年 - 2020年）の気候 | 豊富（1991年 - 2020年）の気候 | 豊富（1991年 - 2020年）の気候 | 豊富（1991年 - 2020年）の気候 | 豊富（1991年 - 2020年）の気候 | 豊富（1991年 - 2020年）の気候 | 豊富（1991年 - 2020年）の気候 | 豊富（1991年 - 2020年）の気候 | 豊富（1991年 - 2020年）の気候 | 豊富（1991年 - 2020年）の気候 |
| 月                                 | 1月                           | 2月                           | 3月                           | 4月                           | 5月                           | 6月                           | 7月                           | 8月                           | 9月                           | 10月                          | 11月                          | 12月                          | 年                            |
| ---------------------------------- | ----------------------------- | ----------------------------- | ----------------------------- | ----------------------------- | ----------------------------- | ----------------------------- | ----------------------------- | ----------------------------- | ----------------------------- | ----------------------------- | ----------------------------- | ----------------------------- | ----------------------------- |
| 最高気温記録 °C （°F）             | 7.6 (45.7)                    | 9.6 (49.3)                    | 14.9 (58.8)                   | 23.2 (73.8)                   | 25.9 (78.6)                   | 29.3 (84.7)                   | 32.8 (91)                     | 33.1 (91.6)                   | 30.8 (87.4)                   | 23.0 (73.4)                   | 17.3 (63.1)                   | 11.8 (53.2)                   | 33.1 (91.6)                   |
| 平均最高気温 °C （°F）             | −2.9 (26.8)                   | −2.3 (27.9)                   | 1.7 (35.1)                    | 8.1 (46.6)                    | 14.3 (57.7)                   | 18.3 (64.9)                   | 22.3 (72.1)                   | 23.6 (74.5)                   | 20.7 (69.3)                   | 14.2 (57.6)                   | 6.0 (42.8)                    | −0.6 (30.9)                   | 10.3 (50.5)                   |
| 日平均気温 °C （°F）               | −6.1 (21)                     | −6.1 (21)                     | −1.9 (28.6)                   | 4.1 (39.4)                    | 9.6 (49.3)                    | 13.7 (56.7)                   | 17.9 (64.2)                   | 19.4 (66.9)                   | 16.0 (60.8)                   | 9.7 (49.5)                    | 2.7 (36.9)                    | −3.4 (25.9)                   | 6.3 (43.3)                    |
| 平均最低気温 °C （°F）             | −10.7 (12.7)                  | −11.4 (11.5)                  | −6.5 (20.3)                   | −0.1 (31.8)                   | 5.0 (41)                      | 9.6 (49.3)                    | 14.1 (57.4)                   | 15.6 (60.1)                   | 11.1 (52)                     | 4.9 (40.8)                    | −0.9 (30.4)                   | −7.0 (19.4)                   | 2.0 (35.6)                    |
| 最低気温記録 °C （°F）             | −26.5 (−15.7)                 | −28.8 (−19.8)                 | −23.2 (−9.8)                  | −10.6 (12.9)                  | −5.8 (21.6)                   | −1.6 (29.1)                   | 2.9 (37.2)                    | 3.5 (38.3)                    | 0.4 (32.7)                    | −4.4 (24.1)                   | −13.6 (7.5)                   | −21.0 (−5.8)                  | −28.8 (−19.8)                 |
| 降水量 mm （inch）                 | 65.2 (2.567)                  | 48.0 (1.89)                   | 46.5 (1.831)                  | 46.6 (1.835)                  | 61.8 (2.433)                  | 59.8 (2.354)                  | 111.2 (4.378)                 | 120.9 (4.76)                  | 130.8 (5.15)                  | 137.8 (5.425)                 | 116.6 (4.591)                 | 85.9 (3.382)                  | 1,030.8 (40.583)              |
| 降雪量 cm （inch）                 | 195 (76.8)                    | 150 (59.1)                    | 112 (44.1)                    | 21 (8.3)                      | 0 (0)                         | 0 (0)                         | 0 (0)                         | 0 (0)                         | 0 (0)                         | 1 (0.4)                       | 56 (22)                       | 178 (70.1)                    | 703 (276.8)                   |
| 平均降水日数 （≥1.0 mm）           | 18.6                          | 14.9                          | 12.5                          | 9.9                           | 9.8                           | 9.1                           | 9.5                           | 9.7                           | 11.8                          | 15.5                          | 17.4                          | 19.0                          | 157.6                         |
| 平均月間日照時間                   | 46.3                          | 74.2                          | 125.0                         | 149.0                         | 169.9                         | 139.0                         | 126.2                         | 137.1                         | 161.0                         | 122.8                         | 55.0                          | 27.8                          | 1,333.5                       |
| 出典1：Japan Meteorological Agency |                               |                               |                               |                               |                               |                               |                               |                               |                               |                               |                               |                               |                               |
| 出典2：気象庁                      |                               |                               |                               |                               |                               |                               |                               |                               |                               |                               |                               |                               |                               |

## 隣接している自治体
- 宗谷総合振興局
  - 稚内市
  - 宗谷郡猿払村
  - 天塩郡幌延町

## 町名の由来
市町村要覧ではアイヌ語の「エベコロベツ」（何でも豊富にある）の意訳であるとする。一方、アイヌ語の「イペコロペッ（ipe-kor-pet）」〔食物（魚）・を持つ・川〕の意訳であるともいう。現在の下エベコロベツ川を指した名称である。

## 歴史

### 沿革
- 1869年（明治2年） - 開拓使が設置される。
- 1878年（明治11年） - 現在の豊富町に沙流村が設置される。
- 1909年（明治42年） - 幌延外1ヶ村戸長役場（現在の幌延町）が設置される。
- 1919年（大正8年） - 幌延、沙流の両村を合わせて、幌延村（現在の幌延町）とし、幌延村に二級町村制を施行する。
- 1926年（大正15年） - 現在の豊富温泉地区で、石油試掘中に天然ガスとともに温泉が噴出。豊富温泉の開湯。
- 1936年（昭和11年）11月 - 日曹鉱業により日曹炭鉱天塩砿業所開山。
- 1940年（昭和15年）9月 - 幌延村（現在の幌延町）から豊富村として分村・独立し、二級町村制を施行する。
- 1947年（昭和22年） - 三菱鉱業が豊幌地区で炭鉱採掘開始。
- 1948年（昭和23年）10月 - 留萌支庁から宗谷支庁に移動。
- 1950年（昭和25年）11月 - 天興、曙地区が稚内市へ移管され境界変更。
- 1959年（昭和34年）1月 - 町制施行、豊富町となる。
- 1968年（昭和43年）9月5日 - 昭和天皇、香淳皇后が道内を行幸啓。町内の天北西部地区国営草地改良事業地、芦川小学校などを訪問[5]。
- 1972年（昭和47年）7月 - 日曹炭鉱閉山。
- 1974年（昭和49年）9月 - サロベツ原野が国立公園に指定。
- 1991年（平成3年）7月 全国初の自転車健康都市宣言。
- 2002年（平成14年）12月 - ゴミの分別、有料化開始。
- 2005年（平成17年）11月 - サロベツ原野がラムサール条約に指定される。

## 行政

### 町長
- 河田 誠一（2019年（令和元年）5月 - 2期目）

### 行政サービス
住民の日常生活は中心都市の稚内市への依存が大きいが、行政サービスにおいては、警察は留萌振興局の天塩町にある天塩警察署の所轄地域、消防は稚内市と猿払村との一部事務組合方式の広域消防である。ごみ処理は、隣接する幌延町と同じ天塩郡に属する留萌管内の2町、上川管内の中川町との一部事務組合方式で行われている。郵政改革により、豊富郵便局の集配業務は幌延郵便局へ移管された。電話の市外局番は「0162」で稚内市内と同じ。

### 市町村合併
2000年9月5日に「北海道市町村合併推進要綱」が策定された。これによると、「稚内市・豊富町」と「豊富町・中川町・遠別町・天塩町・幌延町」の2通りの合併パターンが示された。
平成の大合併に伴い、稚内市・猿払村との間で2003年12月1日に「宗谷北部地域任意合併協議会」（2004年3月13日には礼文町が加入したが、2004年4月23日には猿払村が離脱）、中川町・天塩町・幌延町との間で2004年2月27日に「西天北4町任意合併協議会」をそれぞれ設置したが、各市町村の足並みが揃わず、前者は2004年7月2日、後者は2004年6月18日にそれぞれ解散している。住民アンケートによれば、住民の大半は合併が必要と考えており、編入合併もやむなしとの意見も少なくない中、近隣市町村との合併を探りながら当面は自立の道を歩むことになった。その後、2006年7月31日には「北海道市町村合併推進構想」が策定された。これによると、構想対象市町村の組合せで「稚内市・猿払村・豊富町」が示された。

## 経済

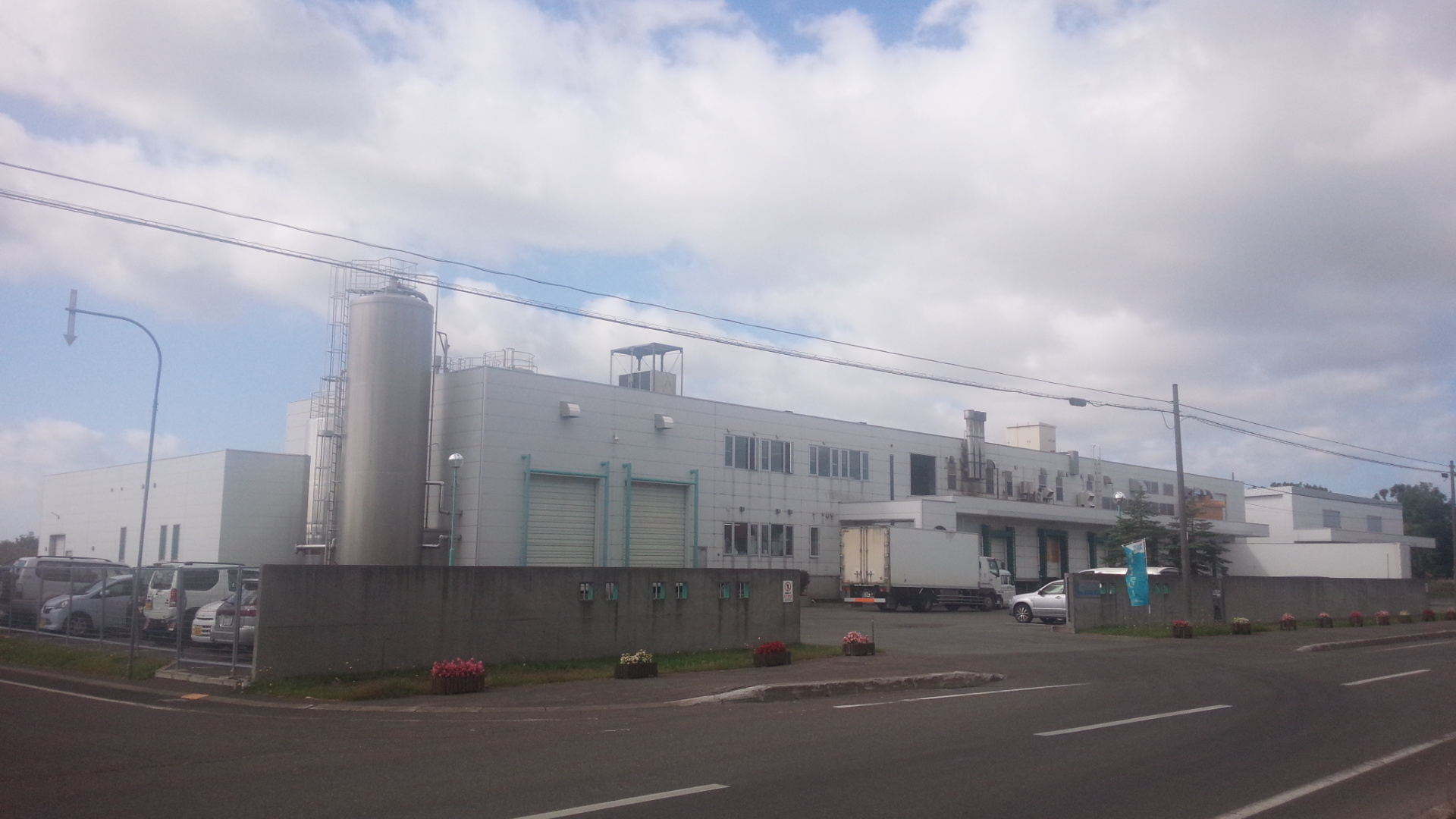
「豊富牛乳」を製造する豊富牛乳公社の工場

### 産業
農業
酪農が盛んで、乳牛飼育頭数は人口の4倍の1万6千頭、出荷乳量は年間7万2千トンと北海道内でも上位。牛乳は「豊富牛乳」のブランドで道内に広く流通している。豊富町では、酪農家を目指す若者を、農業実習生、研修生として積極的に受け入れている。
近年、ノンホモ低温殺菌牛乳を生産するみさわ牧場、本格乳製品を加工販売する工房レティエ、本格ハム・ソーセージ等を加工販売するサロベツファームといった高付加価値食品を製造販売する企業が生まれている。
林業
豊富町の面積の52％以上が森林であり、林業は豊富町の基幹産業のひとつとなっている。豊富町は、豊富町森林整備計画および豊富町森林整備事業計画を定め、森林を計画的に維持管理している。
観光
炭鉱閉山に伴い人口減少に直面した豊富町は、観光産業への転換を目指した。現在の観光客は年間およそ30万人にまで達している。
豊富町の観光の中心は日本最北の温泉郷「豊富温泉」である。豊富温泉のお湯は皮膚病に良いとされ、湯治客や多くの観光客が多く訪れている。
豊富町内には、利尻礼文サロベツ国立公園のサロベツ原野が存在し、雄大な自然に触れることができる。
近年、雄大な酪農地帯を観光資源と捉え、農場レストランやプレミアム乳製品の製造販売を行うなどの動きがある。
鉱業
かつては良質の石炭や石油、天然ガスを産出するなど、鉱業が盛んであった。しかし、現在ではコストの面で採算が合わないことから炭鉱は閉山している。石油の埋蔵量は多くなく事業化にはいたっていない。天然ガスが自噴しており、かつては豊富町、稚内市で消費する電力の発電に用いられていたが、機材の老朽化と採算性の問題から1975年に閉鎖された。現在でも豊富温泉では、天然ガスを利用してお湯を沸かしている。
漁業
町内の稚咲内（わかさかない）漁港では、ホッキ貝の水揚げが有名である。

### 立地企業
- 豊富牛乳公社

### 宿泊施設
- 湯快宿（豊富温泉保養宿泊所）
  - 他ホテル、旅館、民宿が10軒程度ある。

### 金融機関
- 稚内信用金庫豊富支店

### 農協・漁協
- 北宗谷農業協同組合（JA北宗谷）
- 稚内漁業協同組合豊富支所
- 北海道農業共済組合（NOSAI北海道）宗谷北部家畜診療所

### 郵便局
- 豊富郵便局（集配局・統括局が稚内郵便局）
- 兜沼郵便局

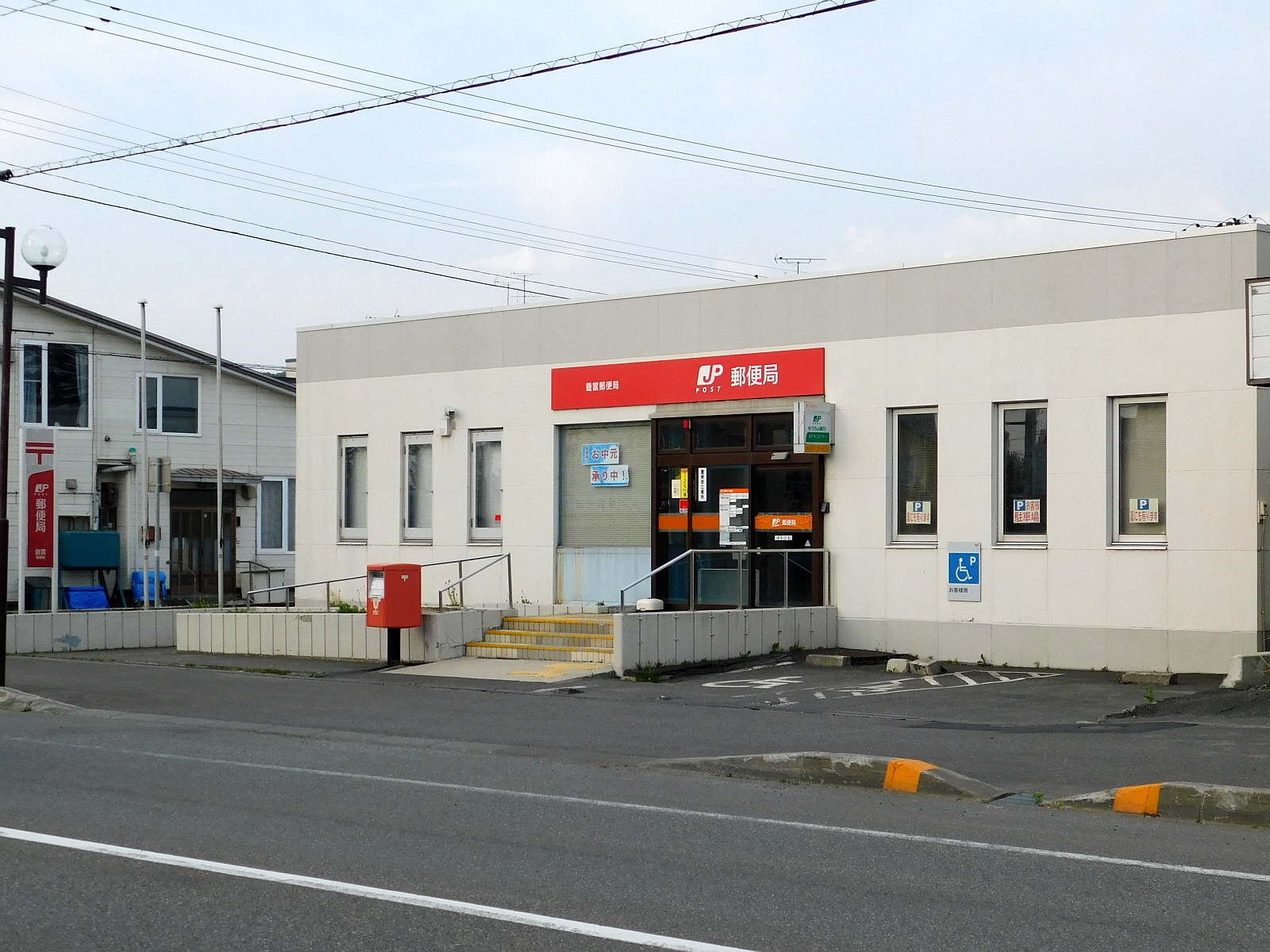
豊富郵便局

※2007年から2019年3月31日まで豊富町内の集配業務は幌延郵便局が担当していたが同年4月1日に豊富町全域の集配業務を豊富郵便局に再分割した。

## 公共機関

### 警察
- 天塩警察署豊富駐在所

## 地域

### 人口
| |                                        |  |
| 豊富町と全国の年齢別人口分布（2005年） | 豊富町の年齢・男女別人口分布（2005年） |  |
| ■紫色 ― 豊富町 ■緑色 ― 日本全国 | ■青色 ― 男性 ■赤色 ― 女性              |  |
| 豊富町（に相当する地域）の人口の推移 \| 1970年（昭和45年） \| 8,662人 \| \| \| 1975年（昭和50年） \| 6,605人 \| \| \| 1980年（昭和55年） \| 6,723人 \| \| \| 1985年（昭和60年） \| 6,314人 \| \| \| 1990年（平成2年） \| 5,947人 \| \| \| 1995年（平成7年） \| 5,504人 \| \| \| 2000年（平成12年） \| 5,220人 \| \| \| 2005年（平成17年） \| 4,850人 \| \| \| 2010年（平成22年） \| 4,378人 \| \| \| 2015年（平成27年） \| 4,054人 \| \| \| 2020年（令和2年） \| 3,974人 \| \| |                                        |  |
| 総務省統計局 国勢調査より |                                        |  |
| 1970年（昭和45年） | 8,662人                                |  |
| 1975年（昭和50年） | 6,605人                                |  |
| 1980年（昭和55年） | 6,723人                                |  |
| 1985年（昭和60年） | 6,314人                                |  |
| 1990年（平成2年） | 5,947人                                |  |
| 1995年（平成7年） | 5,504人                                |  |
| 2000年（平成12年） | 5,220人                                |  |
| 2005年（平成17年） | 4,850人                                |  |
| 2010年（平成22年） | 4,378人                                |  |
| 2015年（平成27年） | 4,054人                                |  |
| 2020年（令和2年） | 3,974人                                |  |

### 教育

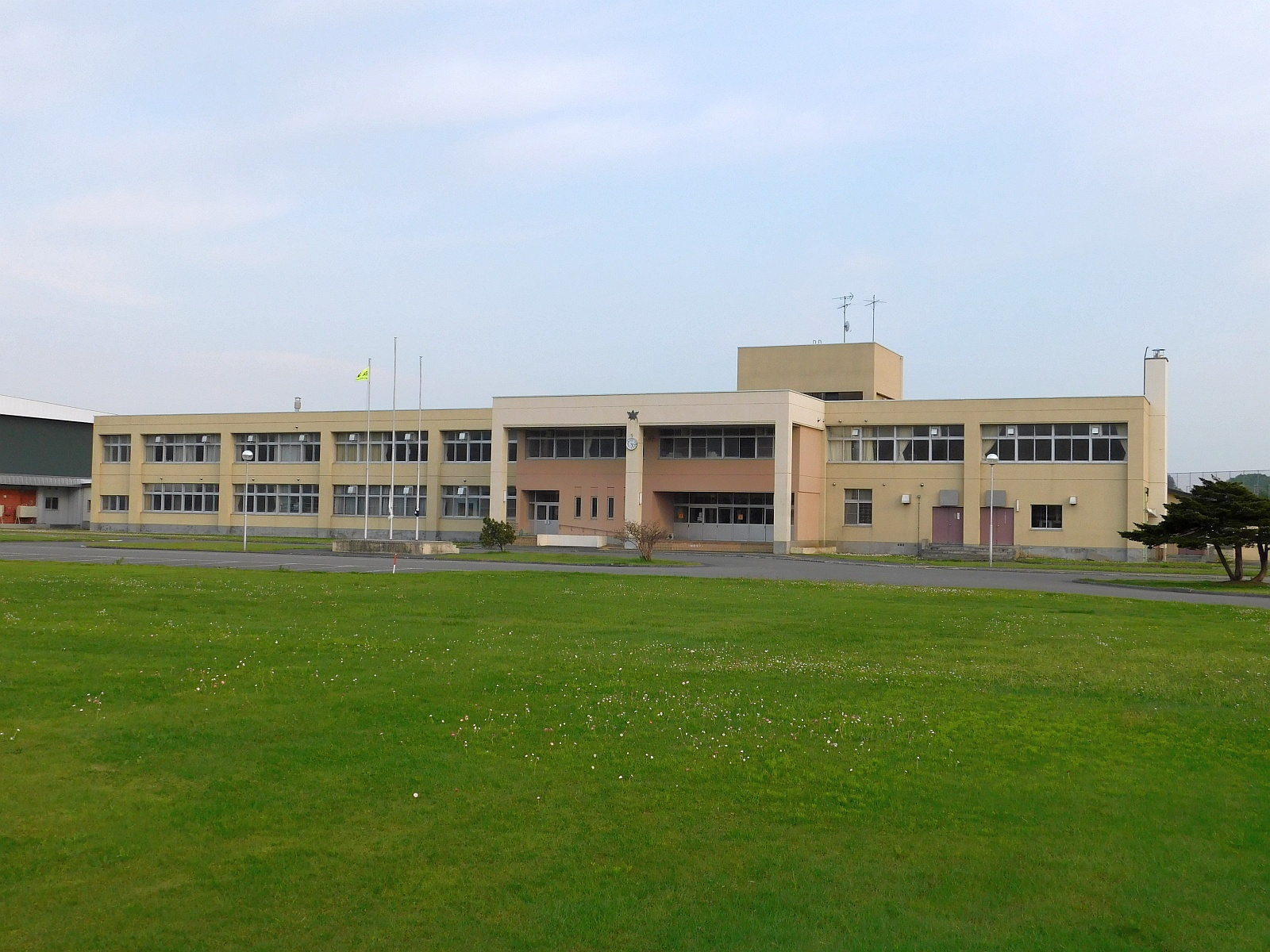
北海道豊富高等学校

- 高等学校
  - 道立高等学校
    - 北海道豊富高等学校

- 中学校
  - 豊富
- 小学校
  - 豊富
- 小中学校
  - 兜沼

## 交通

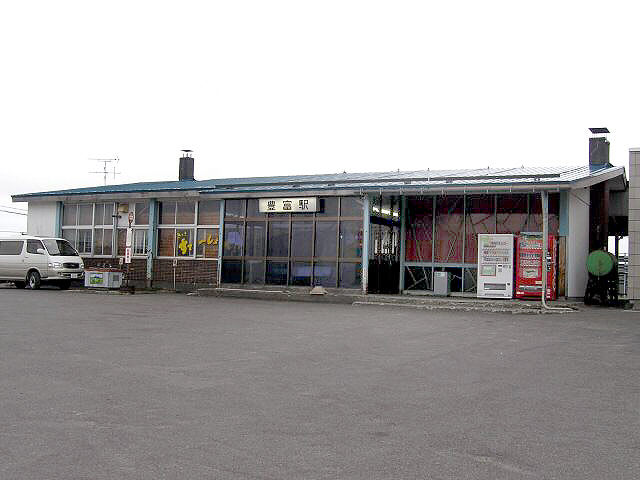
豊富駅

### 空港
- 稚内空港（稚内市）
- 豊富ヘリポート

### 鉄道路線
- 北海道旅客鉄道（JR北海道）
  - 宗谷本線 : 豊富駅 - 兜沼駅
    - 豊富駅と兜沼駅の間にあった徳満駅は、2021年3月13日のダイヤ改正時に廃止された[7][8]。

### バス
- 一般路線バス
  - 沿岸バス
- 都市間バス
  - 特急はぼろ号 札幌方面（沿岸バス運行）

### 道路
- バイパス
  - 豊富バイパス:豊富サロベツIC - 豊富幌加IC - 豊富北IC
  - 幌富バイパス
- 一般国道
  - 国道40号
- 都道府県道
  - 北海道道84号豊富浜頓別線
  - 北海道道106号稚内天塩線
  - 北海道道121号稚内幌延線
  - 北海道道138号豊富猿払線
  - 北海道道397号豊富停車場線
  - 北海道道444号稚咲内豊富停車場線
  - 北海道道510号抜海兜沼停車場線
  - 北海道道616号上勇知兜沼停車場線
  - 北海道道763号兜沼豊徳線
  - 北海道道785号豊富中頓別線
  - 北海道道923号メナシベツ豊富線
  - 北海道道1118号兜沼停車場線
  - 北海道道1119号稚内豊富線

### タクシー
- 豊富ハイヤー（日曜・祝日運休）

## 名所・旧跡・観光スポット・祭事・催事

### 文化財
- 稚咲内海岸砂丘林（北海道指定天然記念物）

### 観光スポット
自然・景観
- サロベツ原野（利尻礼文サロベツ国立公園）

サロベツ原野は、2005年（平成17年）11月にラムサール条約に登録されている世界的にも貴重な湿原地帯である。
- サロベツ湿原センター（旧サロベツ原生花園自然教室）

泥炭の採取場跡地を利用したサロベツ原野の自然や泥炭採取についての学習施設、木道散策路、レストハウスの設えられた観光施設で、サロベツ原野における最も著名な景勝地。初夏が花のシーズン。地平線の見える広大な原野の中央に位置している。2011年（平成23年）4月28日に自然保護と施設のリニューアルのため、豊富町市街寄りに移転した。
- 兜沼

水鳥の飛来地。オートキャンプ場設置。
言問の松。兜沼公園近くにある、樹齢1200年以上といわれるイチイの木。
- 稚咲内海岸・原始砂丘林
- 宮の台展望台
- 大規模草地放牧場

NHKのドラマ『坂の上の雲』のロケが行われた。展望台有。
レジャー・見学
- 豊富温泉

日本最北の温泉郷。石油試掘の際に発見。湯に石油が混じる。皮膚病（個人差はあるがアトピー性皮膚炎や尋常性乾癬）に効果があるとされる。
- サロベツカントリークラブ　
  - 雪の状況にも寄るが、概ね4月中旬から11月中旬まで営業。
- 豊富温泉スキー場
- 豊富牛乳公社

牛乳工場を見学することができる（予約制）。
お土産・飲食、その他
- サロベツファーム

芦川小学校跡で、高品質のソーセージやベーコン、ジンギスカン、ホルモンなどを製造販売している。ソーセージ の手作り体験を する事ができる（予約制）。
- 工房レティエ

豊富町産生乳で本格ナチュラルチーズ、ジェラートなどを製造販売している。チーズ・バター・アイス の手作り体験を する事ができる（予約制）
- みさわ牧場 - ウェイバックマシン（2002年5月27日アーカイブ分）

半世紀以上無農薬を続けてきた牧草地に放牧した健康な牛の生乳をノンホモ低温殺菌で処理したプレミアム牛乳を製造販売。
- ミルクカフェ＆雑貨ｆｅｒｍｅ（フェルム）

豊富町自慢のサロベツ牛乳を使ったスイーツや、自家製・無農薬野菜を使ったスムージーのあるカフェ。雑貨コーナーはフェイクグリーン・ハンドメイド小物・文房具・衣料品などを販売。令和元年７月開催の「北海道ソフトクリームグランプリ」で最高賞を受賞した。
- 豊富ホッキチャウダー

### 祭事
- 豊富八幡神社夏季例大祭 6月中旬
- サロベツ花祭り 7月上旬
- サロベツ100マイルロードレース【自転車】 8月上旬
- 商工夏祭り 8月中旬
- 全道ポニーばんば大会 9月